# IC 9
IC 9 је спирална галаксија у сазвјежђу Кит која се налази на листи објеката дубоког неба у Индекс каталогу.
Деклинација објекта је - 14° 7' 17" а ректасцензија 0h 19m 44,2s. Привидна величина (магнитуда) објекта IC 9 износи 15,3 а фотографска магнитуда 16,1. IC 9 је још познат и под ознакама MCG -2-2-1, IRAS 00171-1423, PGC 1271.